# Pseudograpsus intermedius
Pseudograpsus intermedius is een krabbensoort uit de familie van de Varunidae. De wetenschappelijke naam van de soort is voor het eerst geldig gepubliceerd in 1955 door Chhapgar.